# 東京都立東大和南高等学校
東京都立東大和南高等学校（とうきょうとりつ ひがしやまとみなみこうとうがっこう）は、東京都東大和市桜が丘三丁目にある都立高等学校。

## 概要
1973年に返還された旧米軍大和基地跡地の再開発によって1984年（昭和59年）4月、開校。学科は普通科のみ。年間18回の土曜授業を実施し、授業時間の確保とともに、午前中は授業、午後は部活動・補講などにも活用されている。校章は、校舎の中庭に植えられている大中小の楠からとり、その木を校樹とした。この楠の花に３つの教育目標を象徴させている。同じく旧米軍大和基地跡地に建設された東大和南公園、北多摩看護専門学校などにも隣接している。

## 教育目標
克己・友愛・創造
愛と信頼とを根幹に置き、常に自己実現を目指して、己に厳しく努力し続ける創造性豊かな生徒を育成する。

## 教育／進路指導
「授業で勝負」を合言葉に、「考えさせる授業」「知的好奇心を引き出す授業」を実践して、生徒の主体的・対話的で深い学びを実現し、人が自分の人生をより良く生きるため」という「学び」本来の意義の浸透を図る。
「第一志望を諦めない」指導に組織的に取り組み、教科を横断的に学習することで自己表現と課題発見・解決力を養成する。また、国公立大学や難関私大に果敢に挑戦し、自らが希望する幅広い進路を切り開く突破力を生徒に身に付ける。
2年次に国公立大やMARCHクラスの大学進学を目標とした特進クラス「アドバンストクラス」が設けられている。夏期・冬期休業中は50講座以上の講習を実施。また駿台サテネット講座を夏季休業中に校内受講することができる。

## 沿革
出典 : 
- 1983年11月 - 東京都立田無高等学校に開設事務所を設立。
- 1983年12月 - 東京都立学校設置条例により東京都立東大和南高等学校設立が認可。校樹、校章、制服制定。
- 1984年
  - 3月 - 校舎完成。
  - 4月 - 第一回入学式挙行。
  - 11月 - 校歌制定。
- 1985年4月 - 東京都教育委員会から「特色ある学校づくり推進校」に指定（3ヵ年）。
- 1986年4月 - 文部省から「学習習熟度別指導研究校」に指定（2ヵ年）。
- 1987年4月 - 東京都教育委員会から「人権尊重教育推進校」に指定（3ヵ年）。
- 1989年5月 - 東京都教育委員会から「校内研修改善推進校」に指定（2ヵ年）。
- 1993年
  - 4月 - 東京都教育委員会から「国際理解教育推進校」に指定（3ヵ年）。
  - 11月 - 創立十周年記念式典挙行
- 1997年4月 - 東京都教育委員会から「体力づくり研究協力校」に指定（2ヵ年）。
- 2000年4月 - 東京都教育委員会学校から運営連絡協議会・試行校に指定（1ヵ年）。
- 2002年4月 - 東京都教育委員会から「進路指導充実推進校」に指定（2ヵ年）。
- 2006年4月 - 土曜日授業実施（原則として月に2回）。
- 2009年4月 - 東京都教育委員会から「重点支援校」に指定（3ヵ年）。
- 2010年4月 - この年の入学生より新制服へ移行。
- 2013年11月 - 創立三十周年記念式典挙行。
- 2014年4月 - 東京都教育委員会から「言語能力向上推進校」に指定（2ヵ年）。
- 2017年4月 - 東京都教育委員会から「アクティブラーニング推進校」に指定（3ヵ年）。
- 2019年4月 - 東京都教育委員会から「進学指導研究校」に指定（1ヵ年）。
- 2020年4月 - 東京都教育委員会から「進学指導研究校」アソシエイトに指定（1ヵ年）。

## 学校行事
- 4月 - 入学式・始業式
- 5月 - 遠足
- 6月 - 合唱コンクール
- 7月、8月 - 部活動合宿
- 9月 - 楠翔祭（文化祭・体育祭）
- 10月 - 修学旅行（2年）
- 12月 - スタディキャンプ
- 3月 - 卒業式／芸術鑑賞教室／修了式／新入生説明会

 - 東大和南高等学校学校行事
文化祭と体育祭とをあわせて「楠翔祭（なんしょうさい）」（校樹の楠にちなむ）と呼ばれ、例年9月前半にほぼ連続して実施される。

## 学校施設
- シンボルツリー[注 1]、ラウンジ[注 2]、図書館、PCLL教室、和室、体育館、剣道場、柔道場、グラウンド、屋上プール[注 3]、音楽室、自習室、進路室、駐輪場。

 - 東大和南高等学校学校施設
上記の他、部活動などにおいては隣接する東大和南公園の運動施設を使用する場合もある。

## 部活動
- 運動部[7] - 陸上競技、サッカー、硬式野球、バレーボール（男/女）、バスケットボール（男/女）、バドミントン（男/女）、硬式テニス（男/女）、ソフトテニス、卓球、水泳、ダンス、踊り、柔道、チアリーディング
- 文化部[7] - 家庭科、吹奏楽、漫画研究、生物、合唱、茶道、美術、演劇

## 著名な出身者
- 中野雅之-ミュージシャン(BOOM BOOM SATELLITES、THE SPELLBOUND)
- 工藤啓 - 社会運動家
- 永林香穂[8] - 彫刻家、造形作家
- けんちゃん（西江健司） - YouTuber

## 交通
- 多摩都市モノレール線・西武拝島線玉川上水駅より徒歩5分